# Davenport (Nueva York)
Davenport es un pueblo ubicado en el condado de Delaware en el estado estadounidense de Nueva York. En el año 2000 tenía una población de 2,774 habitantes y una densidad poblacional de 20.5 personas por km².

## Geografía
Davenport se encuentra ubicado en las coordenadas 42°26′53″N 74°50′41″O / 42.44806, -74.84472.

## Demografía
Según la Oficina del Censo en 2000 los ingresos medios por hogar en la localidad eran de $33,676, y los ingresos medios por familia eran $37,917. Los hombres tenían unos ingresos medios de $28,348 frente a los $22,895 para las mujeres. La renta per cápita para la localidad era de $20,075. Alrededor del 12.7% de la población estaban por debajo del umbral de pobreza.